# 古典音乐

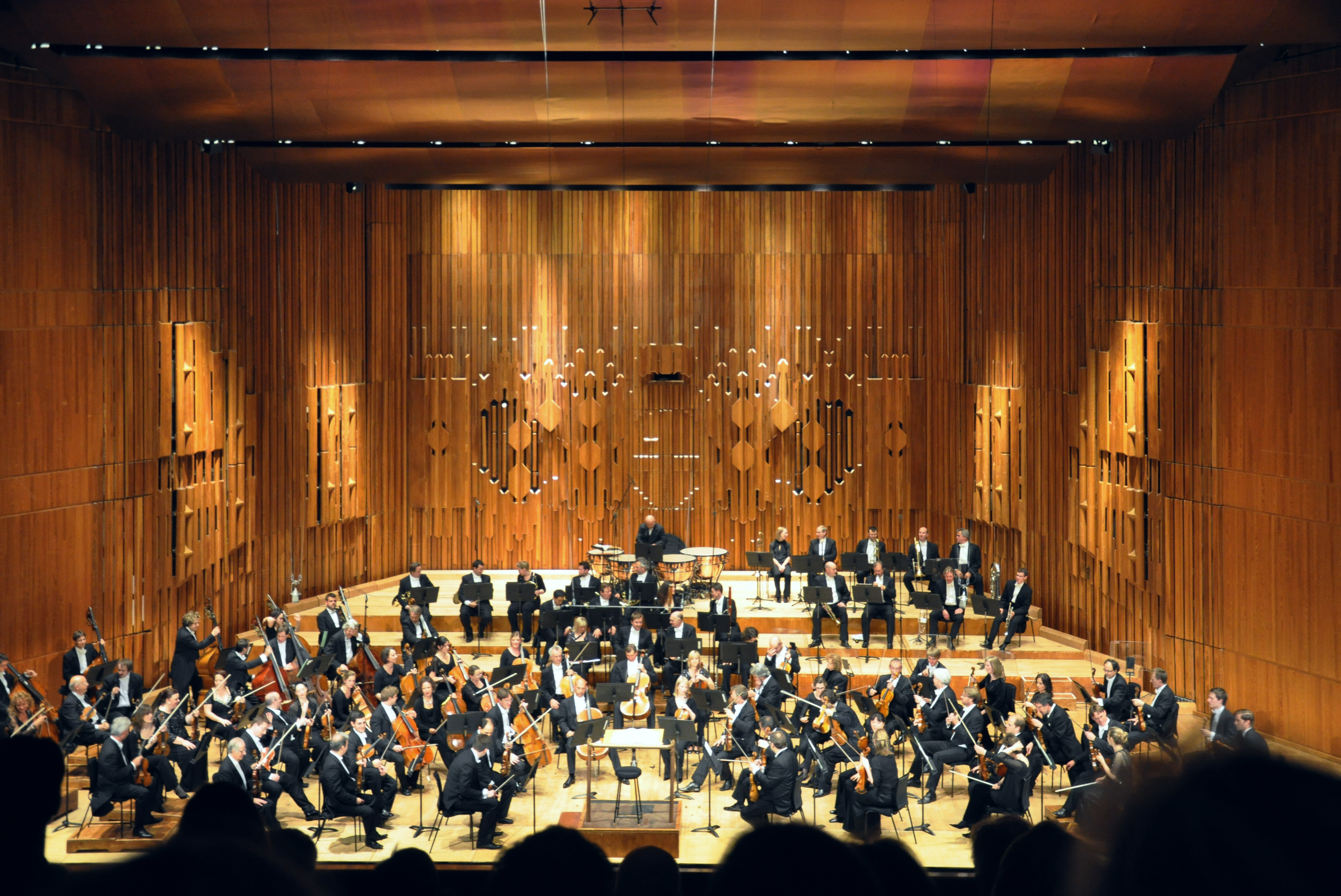
伦敦交响乐团

古典音乐，亦称西洋古典音樂，指根植于西方书面记录传统（包括宗教音乐和世俗音乐）的艺术音乐，包含了从大约11世纪直至当代的广大时间范围。这一艺术传统的中坚时期通常被划定为从1650年到1900年的这段时间，又称共晓时期。
西方音乐记谱法除了为演奏者预设了一段音乐的音高、速度、拍子、节奏，其特別之處在於對細節的處理也進行了描述，例如裝飾音與力度變化，然而這些裝飾音通常是為了尚未精通即興演奏藝術的初學者而寫的，另一方面，力度變化在很多情況下沒有標示，需要仰賴演奏者對音樂的內在了解去做詮釋。與其他樂種一樣，古典音乐在器乐方面有相當高度的發展，这与以歌曲为主的流行音乐形頗為不同。

## 釋義
古典音乐一词最早见于19世紀初期，最初是用于凸显从巴赫到贝多芬的这一段黄金时期。《牛津英语词典》中「古典音乐」（classical music）一词最早出现在1836年。至於「藝術音樂」一詞的解釋和定義，則有以下幾個：
- 楊燕迪：「『藝術音樂』以專業作曲家的創作為中心，著力於具有深刻人文思想內涵和嚴肅審美義趣的開掘，在音樂表現上講究創新意識和個性追求。」
- 田耀農：「指人類以聲音為物質材料所進行的創造性勞動，按照美的規律創造表達自身感受的聲音世界的實踐活動。」
- 布思（Gregory D. Booth）及庫恩（Terry Lee Kuhn）：「藝術音樂不是由集體中斷生存活動和一致同意給予直接援助，而是要求集中社會的非生存活動的收入支援比較少數的專業音樂工作者。有錢的個人或機關團體的直接贊助大大改變了音樂可能性的範圍⋯⋯這種音樂傾向於以個人創新來擴大基本原則的範圍。常常著重在個人的創造精神的擴大的、有一定規格的演出是藝術音樂傳統的重要特點。藝術音樂系統的音樂工作者是專業的，是通過多年集中訓練產生的。⋯⋯藝術音樂⋯⋯的聽眾和演員之間的界線劃得很清楚。」
- 貝克爾（Judith Becker）：「它們能夠自立、有效地從場合中分離出來，經得起深入細緻地分析，憑本身的質量給人以審美的滿足。」

## 特征
由于古典音乐包含了极其众多的形式、风格、流派和历史时期，因此很难列举出适用于全部古典音乐作品的普适特征。然而，仍然可以找到一些其他音乐类型所不具备的，只有古典音乐所独有的特征。

### 记谱法
古典音乐的特征之一為詳盡的記譜方式，除了基本的節奏和音高之外，還包含不同声部间的协调，和力度變化的標示。然而力度的變化細節其實很難用樂譜標明，且會隨著詮釋風格而不同，所以在很多情況下是沒有標示的，因此古典音乐的記譜法主要是為了具有複雜旋律組成的作品而存在。以巴赫的赋格為例，作曲者惊为天人地将大胆鲜明的多条旋律线条以对位法编制在一起，同时又不失密切关联的和声逻辑。。

### 乐器

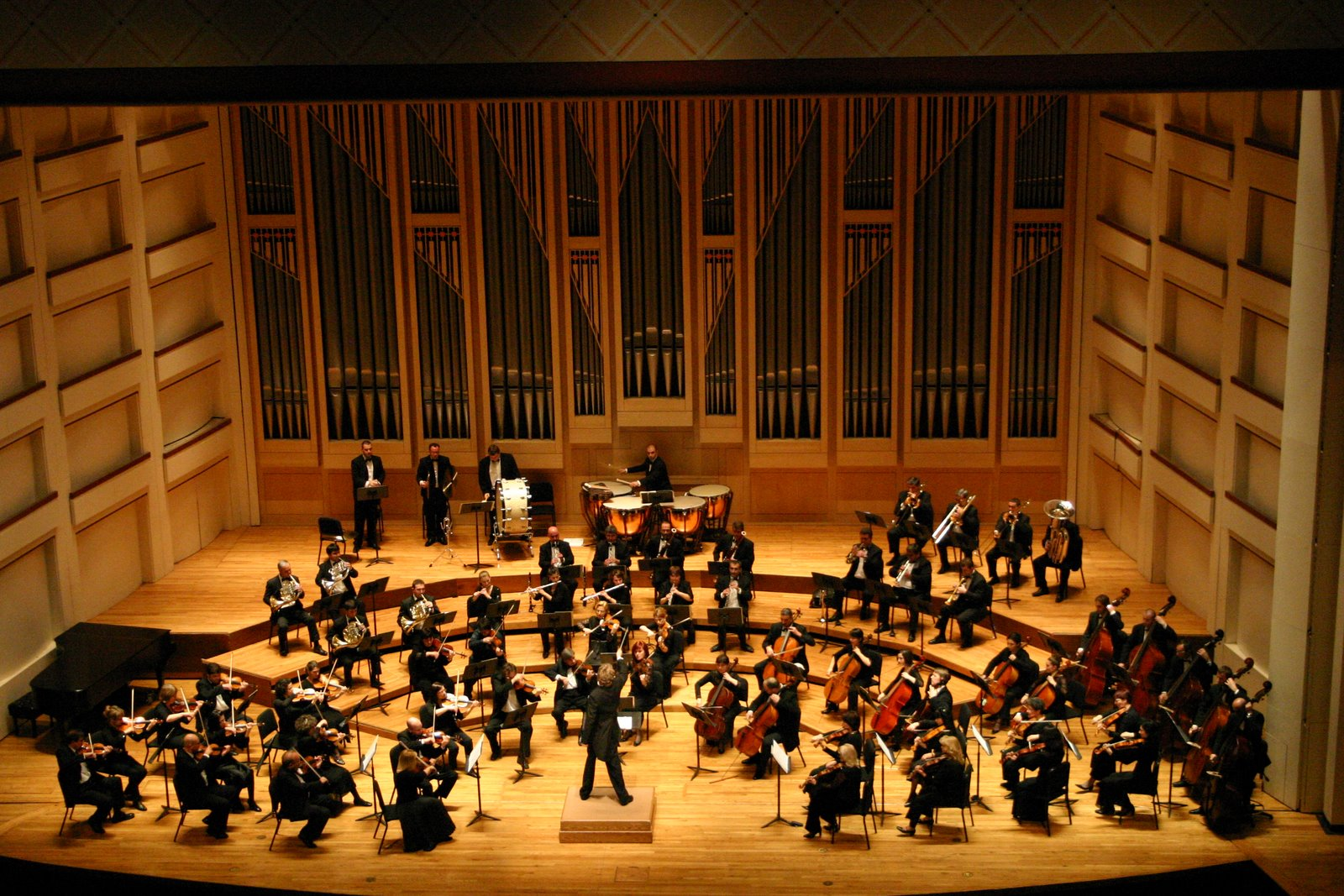
都柏林爱乐管弦乐团

古典音乐中使用的多数乐器都是在19世纪中叶之前发明（通常比这还要早得多），在18、19世纪纳入乐队编制的。他们包括管弦乐团、弦樂團、管乐团中的各类乐器，还包括一些独奏乐器，如钢琴，大键琴和管风琴。交响管弦乐团是最为人熟知的古典音乐媒介，它包含了弦乐器组，木管乐器组，铜管乐器组和打击乐器组。有时管弦乐团也会使用钢琴、竖琴、马林巴琴等色彩乐器丰富音色，也有大锤、马鞭、牛铃、大炮等比较独特的乐器。管乐团是另一类演奏古典音乐的团体，它包含了木管乐器组，铜管乐器组和打击乐器组。

### 形式
相較於以歌曲为主的众多流行音乐，古典音乐发展出高度复杂的器乐形式，包括协奏曲、交响曲、奏鸣曲、组曲、练习曲、交响诗及歌剧等。
古典音乐的作曲者多半渴望用其情感及智力的內涵，以及之間複雜的關係，更加追求对于音乐技法的探求而不是取悦大众，將這些層面放在其音樂中。其中許多傑出的作品會在不同的段落中，將動機或是音乐观念，以不同形式一再的重覆過程。像賦格及奏鸣曲中就有許多這類的音樂元素。

### 技法
作曲家想在作品创作中施展高超的技法，而古典音乐的表演者也想表現其演奏的技术。有許多學校及音樂學系都在從事古典音樂的研究及教學。

### 複雜性
專業的古典音樂演奏需要專業的视奏及樂團合作能力，也要理解调性及和弦的原則，瞭解演奏实践，以及熟悉某一特定時期、特定作曲者或特定作品中的音樂風格，這些是受古典音樂訓練音樂家的基本能力。
古典音樂的作品在使用对位法、主題、乐句、和声、转调、織體及音樂形式上，都會表現出藝術的複雜性。較大規模的組成形式（如交響曲、協奏曲、歌劇或清唱劇）是由像乐句、樂段、樂章等較小的單位組成。樂曲的曲式分析都是希望對這些元素有更多的了解，因此在聆聽樂曲時更可以有意義的聆聽，也更可以欣賞作曲者的風格。

### 观演礼仪
在当代古典音乐会中，约定俗成的观演礼仪是观众在乐章之间应当保持安静，不应鼓掌。该习俗起源自19世纪一些作曲家开创性的作品要求。例如门德尔松要求他的《第3号交响曲》演出中不应设置中场休息，而马勒在《悼亡兒之歌》之中明确表示该作品不应被观众掌声所打断。
实际上，在更早期的古典音乐会中，观众在乐章之间鼓掌甚至叫好被作曲家视为作品的成功。莫扎特在给家人的信件中曾多次提到观众在作品演奏期间的掌声。例如在1778年7月3日他第一次指挥《第31号交响曲》时，观众对第一乐章和第三乐章报以热烈掌声，他因此开心地去吃冰淇淋庆祝。在一些演出中如果观众对一些乐章反响特别强烈，该乐章甚至会被重复演奏。勃拉姆斯也将其《第1号钢琴协奏曲》演奏中观众的安静视为作品的失败。
在19世纪，古典音乐会上开始出现职业喝彩人（claques），受雇在音乐会上鼓掌喝彩。这样的现象受到马勒、舒曼等作曲家反感，也促使他们在作品中加入观众不应鼓掌、不应中场休息等要求。在20世纪，随着音乐会现场录制的普及，乐章之间不鼓掌也成为更加普遍的礼仪要求。

## 历史

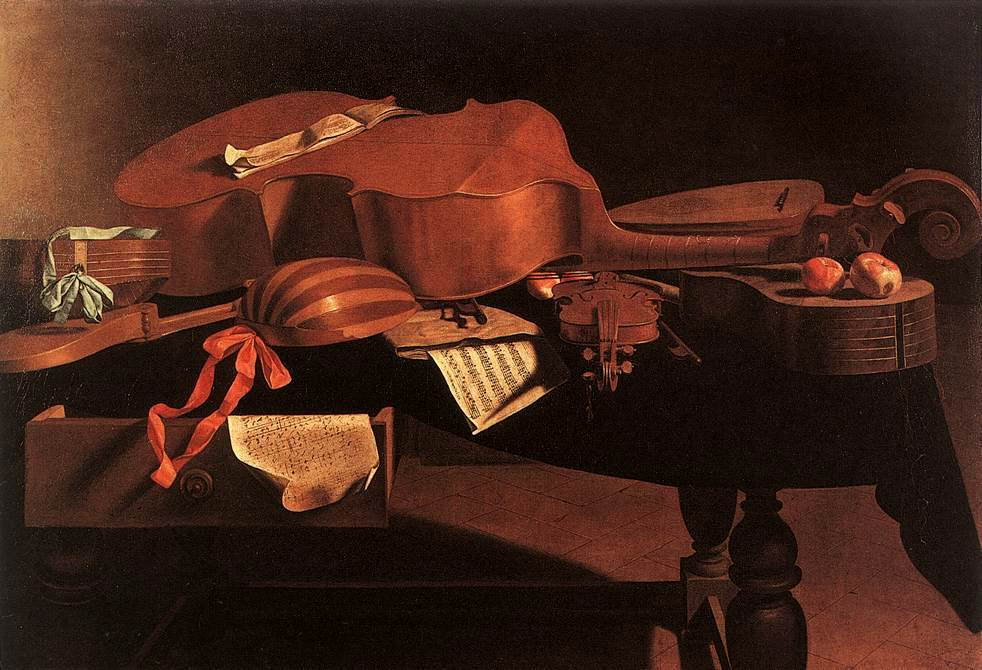
一些巴洛克时期常见的乐器，包括手摇风琴、大键琴、低音维奥尔琴、鲁特琴、巴洛克提琴和巴洛克吉他

古典音樂的來源是教會的禮儀音樂及古希腊時期的研究，古希腊的亞里士多塞諾斯及毕达哥拉斯就已經有關於音樂的研究，古希腊的阿夫洛斯管及里拉琴也漸漸發展為現代的樂器，這個時期一般是計算到羅馬帝國結束（476 AD）為止。當時留下來的音樂非常少，大部份都是古希腊的音樂。若依年代來區分，古典音樂可分為以下幾個時期：
- 早期古典音樂時期：包括中世紀音樂（500–1400），文艺复兴音乐（1400–1600）和早期的巴洛克音乐（1600–1650）。
- 共晓时期：包括中後期的巴洛克音乐（1650–1750），古典主义音乐（1750–1830）和浪漫主義音樂（1804–1910）。
- 二十世紀音樂及當代古典音樂時期：包括現代主義音樂（1890–1930），印象主義音樂（1875或1890–1925），新古典主義音樂（1920–1950），极端现代音乐（1930至今），後現代音樂（英语：Postmodern music）（1930至今），實驗音樂（1950至今）和当代音乐（1975至今）。

上述的時期只是約略的定義，有些時期之間有重疊，音樂家和其歸類時期的音樂風格也不全然相同。例如对位和赋格是巴洛克音乐的特徵，但也使用這二種音樂形式的海頓也被歸類是古典主义的音乐家。貝多芬及布拉姆斯是也常使用对位和赋格，但由於其音樂的其他特徵，被歸類在浪漫主義的音樂家。

## 體裁
以下是被定義為古典音樂特有的的體裁，主要是指管弦樂和合唱的作品。
- 交響曲：為管弦樂團創作，包含多個樂章的大型管弦樂曲。有些較短的交響曲可能稱為序曲或交響詩。
- 奏鳴曲：為一至二件樂器音樂的寫作方式，一般會有三至四個樂章，需注意区分奏鸣曲与奏鸣曲式二者的差异。
- 協奏曲：一件或數件獨奏樂器和樂隊協同演奏的樂曲。
- 歌劇：主要或完全以歌唱和音樂來交代和表達劇情的戲劇。
- 合唱：集體性的歌唱藝術。人員分成若干聲部，分別採用不同的旋律，同時唱歌。
- 室內樂：一種小型的古典音樂作品的體裁，為幾件在室內演奏的樂器合奏所作。
- 芭蕾舞：一種沒有對白或歌詞，完全以動作和舞蹈表演的表演劇情的舞蹈。
- 組曲：類似交響曲和協奏曲的管弦樂多部式器樂曲，但較自由沒有標準化的規格。

以下是和其他類型音樂重覆的體裁，但在商業的使用上要求較高難度的專業化演出方式，主要是指歌曲和輕音樂等。
- 獨奏：單件的樂器演出或個人的無伴奏清唱。
- 藝術歌曲：其實只是歌曲，往往原意是給人自娛而編寫，但在古典樂需要以依賴聲樂的歌唱技巧。
- 舞曲：為了伴舞演奏的樂曲，因為很多樣化所以超出流行古典分類。像的士高的音樂當然被定義為流行曲，但舞曲如果使管弦樂團便會被看作古典音樂。
- 輕歌劇和音樂劇：歌劇向流行曲的方式發展的結果，擁有真正的對白而沒有宣叙調。
- 現代舞:類似芭蕾舞的動作和舞蹈戲劇，但動作較大和服裝較隨意，可能使用古典音樂式的樂曲，但沒有較嚴格的指定。
- 背景音樂和配樂：在十七八世紀的歐洲高官貴族娛樂的地方，經常由樂手演奏優閒的音樂如巴洛克音樂中的小樂隊音樂。現代常指在舞台劇、電影、電視劇、動畫、電子遊戲等，經常沒有歌詞作為演員演出的場景專用音樂，但沒有一定是古典音樂，可古典音樂常被用於這些用途。
- 跨界音樂：一部古典和流行音樂間，互相借鑑和人員合作交流的形式，如歌劇流行音樂。
- 管樂團：本來主要演奏進行曲和行軍調的軍樂隊，但現代很多單純商業或學校的管樂團和行進樂隊出現，演奏的曲式多元化。
- 輕音樂：20世紀20年代在英國首先把這種風格正名輕音樂。本來從古典音樂小品或由民歌或流行樂改編發展出來的風格。部分雖然需要高超演奏技巧和編曲手法，如嬉遊曲和小夜曲或圓舞曲。但因為其短小和較多單樂章的結構，內容不十分嚴肅不怎適合在正式的音樂會上演奏，較適合在晚會或舞會演出，從演眾角度易欣賞和得到普及。後來更產生了像新紀元音樂等當代的音樂風格。

## 和其他音樂的關係

### 流行音樂
古典音樂作曲者在作曲時，常常會將當時流行音樂的元素融入古典樂中，像布拉姆斯就將當時學生的飲酒歌用在學術節慶序曲中，寇特·威爾的三文錢的歌劇，以及在二十世紀初期及中期，爵士乐對莫里斯·拉威爾等作曲家的影響等。一些後現代主義、簡約主義及後簡約主義的音樂家承認其概念來自流行音樂。
許多流行音樂也受到古典音樂的影響，包括從古典音樂衍生的歌，像卡農在1970年代就開始用在流行音樂中，也有出現跨界音樂的情形，也就是古典音樂家在流行音樂界受到好評的現象。

### 民間音樂
古典音樂作曲者常會將民間音樂（由未受到古典音樂訓練的人所創作的音樂，常常是口傳的）用在古典音樂中。像安东宁·德沃夏克及貝多伊齊·史麥塔納等音樂家用民間的音樂使其作品有特定民族的風格，而其他作曲家（像巴托克·贝拉）會使用來自民間音樂傳統的特定主題。

### 重金屬音樂

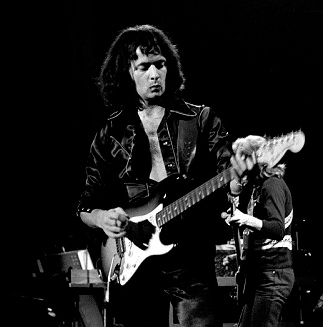
深紫樂團創始人瑞奇·布萊克摩爾，他的吉他演奏以新古典主義風格聞名

美國凱斯西儲大學音樂學家勞勃·瓦爾瑟表示：「重金屬音樂中最具有影響力的幾位音樂家，都曾經鑽研過古典音樂。他們對古典樂典範的改編與擷取，在重金屬的發展史上走出嶄新的路線，而且激發了近代金屬音樂中和聲與旋律語言的變化。」
《葛洛夫音樂百科全書》線上版寫著：「1980年代之後，具有影響力的金屬吉他手如埃迪·范·海倫、蘭迪・羅茲和英格威·瑪姆斯汀等人，在和弦上廣泛借鑒了18世紀的歐洲古典樂，特別是巴哈、華格納與韋瓦第。」
美國金屬樂團信徒成員科特・巴克曼指出：「如果做法正確，金屬樂和古典樂的元素能十分吻合。古典跟金屬可能是兩種最共通的音樂，它們在音感、織體與創造力上有太多相似之處。」
加拿大音樂製作人鮑伯·艾思林在紀錄片《重金屬之旅》採訪中表示：「大多數早期專業、優秀的樂團，都是某些黑暗古典樂的樂迷。例如華格納，他加進了低音大喇叭、超低音樂器，和兩倍大的超低音巨型提琴，要兩個人拉，一人在椅子上按弦一人拉弓。演奏開始時樑柱都跟著震動，太多低音了。當時擴大機還沒發明，但古典樂已經開始有重金屬味了。」
根據蘇格蘭赫瑞瓦特大學的一份學術報告，由亞德里安・諾斯教授領導，針對六個不同國家、三萬六千人進行的研究指出，金屬樂迷與古典樂迷在個性上通常有其非常相似之處。亞德里安・諾斯教授向英國廣播公司新聞表示：「我們認為原因是古典樂與重金屬，這兩種音樂具有某種相通的靈性內涵，它們充滿戲劇性的激情，而且都具備充沛的張力」。

## 商業化
古典音乐现今并不十分被人重视，因为主流音乐多为嘻哈乐与流行乐等等，而且古典音乐其商业价值降低，但是由于其发展历史久，音乐品質极高。其听的价值并没有被抛弃，所以现在在商业当中，多作为广告曲，背景乐以及电影配乐出现。例如普契尼的歌剧图兰朵中的咏叹调「今夜无人入睡」被BBC用作1990年世界杯足球赛的主题音乐，並由三大男高音普拉西多·多明哥、何塞·卡雷拉斯及盧奇亞諾·帕華洛帝演唱。理查·史特勞斯《查拉圖斯特拉如是說》的序曲因1968年的《2001太空漫遊》而出名，卡爾·奧夫的《布蘭詩歌》則經常用在恐怖片中。在美國動畫黃金時代，許多作品會用古典音樂為其配樂。著名的作品有華特·迪士尼的《幻想曲》、湯姆貓與傑利鼠的《约翰老鼠》以及華納兄弟的《歌剧理发师》。
除了上述的例子之外，其他曾用於各種節目的古典音樂作品還有：
- 朱塞佩·威爾第《安魂曲》中的《最後審判日》（Dies irae）
- 愛德華·葛利格《山大王的宮殿（英语：In the Hall of the Mountain King）》
- 貝多芬第5號交響曲
- 華格納《女武神的騎行》
- 林姆斯基-高沙可夫《野蜂飞舞》
- 巴哈無伴奏大提琴組曲
- 莫札特第13號小夜曲
- 韋瓦第《四季》
- 莫杰斯特·彼得罗维奇·穆索尔斯基《荒山之夜》
- 焦阿基诺·罗西尼《威廉·退尔序曲》
- 德沃夏克《第九交响曲》